# 孔瑟尔市镇
孔瑟尔市镇（瑞典語：Kungsörs kommun）是瑞典中部西曼兰省的一个市镇。其治所位于孔瑟尔。